# Daniele Persegani
 (juillet 2014).
Daniele Persegani (né le 29 octobre 1972  à Crémone, en Lombardie) est un chef de cuisine et présentateur de télévision italien.

## Biographie
Il vit dans Castelvetro Piacentino. Pour la Coupe du Monde au Brésil en 2014 sera le chef de cuisine de l'équipe nationale italienne de football.

## Livres
- Il pranzo della domenica, Rome, LT Editore, 2011.
- A tavola in 60 minuti, Rome, LT Editore, 2012.
- L'occasione fa lo chef, Rome, LT Editore, 2013.

## Télévision
- Casa Alice, Alice TV (télévision italienne)
- Alice Kochen, Alice Kochen (télévision allemande)